# Tarpomapää
Tarpomapää är en kulle i Finland.   Den ligger i den ekonomiska regionen  Fjäll-Lappland  och landskapet Lappland, i den norra delen av landet, 900 km norr om huvudstaden Helsingfors. Toppen på Tarpomapää är 379 meter över havet, eller 66 meter över den omgivande terrängen. Bredden vid basen är 4,0 km. Tarpomapää ingår i Siiselät.
Terrängen runt Tarpomapää är huvudsakligen platt.  Trakten runt Tarpomapää är nära nog obefolkad, med mindre än två invånare per kvadratkilometer. Det finns inga samhällen i närheten. 